# Ogcodes
Ogcodes är ett släkte av tvåvingar. Ogcodes ingår i familjen kulflugor.

## Bildgalleri

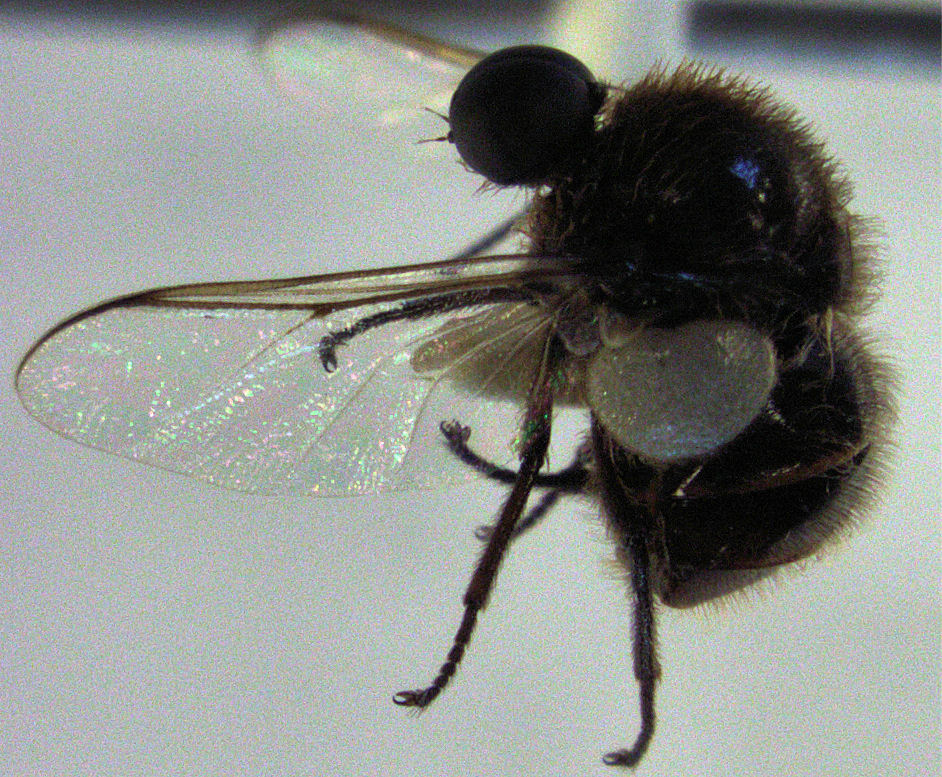
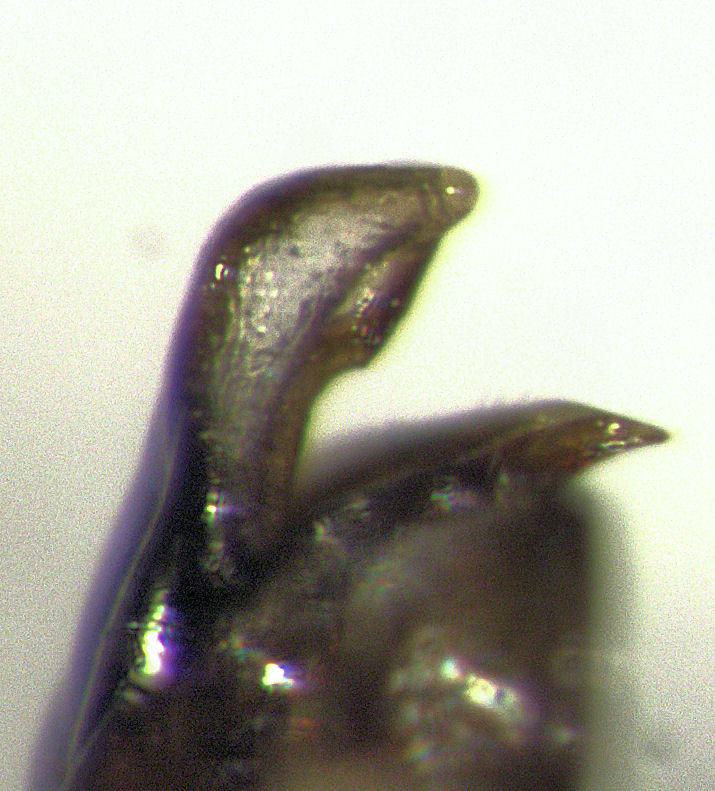
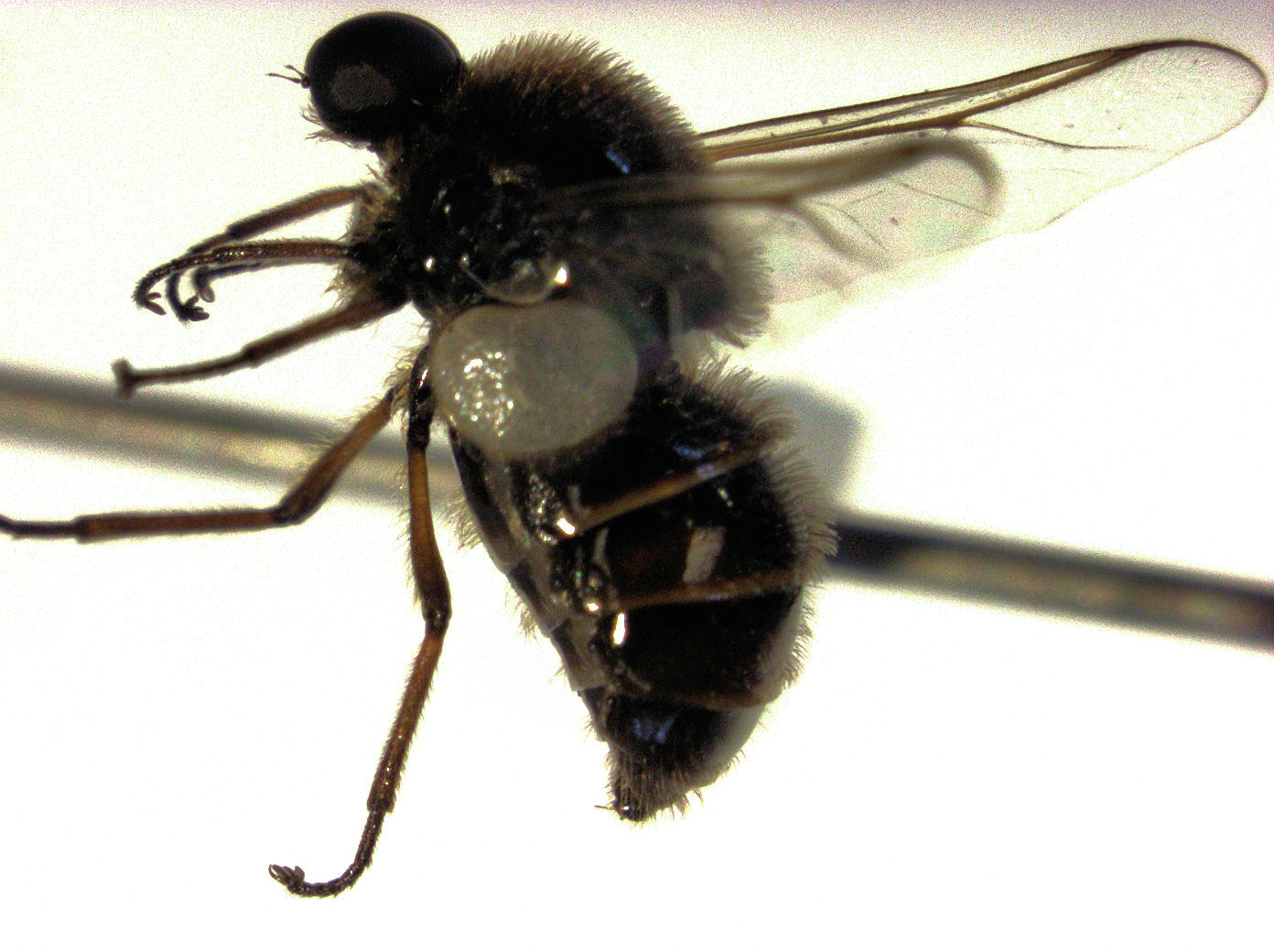

## Dottertaxa tillOgcodes, i alfabetisk ordning[1][2]
- Ogcodes acroventris
- Ogcodes adaptatus
- Ogcodes albiventris
- Ogcodes alluaudi
- Ogcodes angustimarginatus
- Ogcodes argentinensis
- Ogcodes argigaster
- Ogcodes armstrongi
- Ogcodes asiaticus
- Ogcodes ater
- Ogcodes basalis
- Ogcodes bigoti
- Ogcodes boharti
- Ogcodes borealis
- Ogcodes borneoensis
- Ogcodes brazilensis
- Ogcodes brunneus
- Ogcodes caffer
- Ogcodes canadensis
- Ogcodes canberranus
- Ogcodes castaneus
- Ogcodes chilensis
- Ogcodes clavatus
- Ogcodes coffeatus
- Ogcodes colei
- Ogcodes colombiensis
- Ogcodes congoensis
- Ogcodes consimilis
- Ogcodes costalis
- Ogcodes croucampi
- Ogcodes deserticola
- Ogcodes dispar
- Ogcodes doddi
- Ogcodes dusmeti
- Ogcodes esakii
- Ogcodes etruscus
- Ogcodes eugonatus
- Ogcodes fasciata
- Ogcodes flavescens
- Ogcodes floridensis
- Ogcodes formosus
- Ogcodes fortnumi
- Ogcodes fratellus
- Ogcodes froggatti
- Ogcodes fumatus
- Ogcodes fuscus
- Ogcodes gibbosus
- Ogcodes glomerosus
- Ogcodes gressitti
- Ogcodes guttatus
- Ogcodes hennigi
- Ogcodes hirtifrons
- Ogcodes hirtus
- Ogcodes ignavus
- Ogcodes insignis
- Ogcodes jacobaea
- Ogcodes jacutensis
- Ogcodes javanus
- Ogcodes kosi
- Ogcodes kuscheli
- Ogcodes lautereri
- Ogcodes leptisoma
- Ogcodes lineatus
- Ogcodes longicolus
- Ogcodes lucidus
- Ogcodes luzonensis
- Ogcodes maai
- Ogcodes marginifasciatus
- Ogcodes melampus
- Ogcodes merens
- Ogcodes namibiensis
- Ogcodes neavei
- Ogcodes niger
- Ogcodes nigrinervis
- Ogcodes nigripes
- Ogcodes nigritarsis
- Ogcodes nitens
- Ogcodes obscuripes
- Ogcodes obusensis
- Ogcodes orientalis
- Ogcodes ottuc
- Ogcodes pallidipennis
- Ogcodes pallipes
- Ogcodes pamiricus
- Ogcodes paramonovi
- Ogcodes philippinensis
- Ogcodes porteri
- Ogcodes pusillus
- Ogcodes pygmaeus
- Ogcodes reginae
- Ogcodes respersus
- Ogcodes rufoabdominalis
- Ogcodes rufomarginatus
- Ogcodes sabroskyi
- Ogcodes schembrii
- Ogcodes sexmaculatus
- Ogcodes shewelli
- Ogcodes shirakii
- Ogcodes siberiensis
- Ogcodes similis
- Ogcodes taiwanensis
- Ogcodes tasmannicus
- Ogcodes tenuipes
- Ogcodes triangularis
- Ogcodes trifasciatus
- Ogcodes trilineatus
- Ogcodes variegatus
- Ogcodes varius
- Ogcodes waterhousei
- Ogcodes victoriensis
- Ogcodes wilsoni
- Ogcodes vittisternum
- Ogcodes zonatus